# 二甲镇
二甲镇，是中华人民共和国江苏省南通市通州区下辖的一个乡镇级行政单位。

## 行政区划
二甲镇下辖以下地区：
袁灶社区、新市社区、三甲社区、余西社区、余北社区、定兴桥村、六甲镇村、路中村、宝云山村、坨墩村、北潭村和通运桥村。